# 江田島町小用
江田島町小用（えたじまちょうこよう）は、広島県江田島市の地名。
小用港小用桟橋があり、江田島の玄関口の1つとなっている。

## 地理
江田島の東岸に位置する。西に江田島町中央がある。海岸沿いに南へ行くと江田島町秋月が、北へ行くと江田島町切串がある。
西に古鷹山がある。

## 歴史
延宝年間に拓かれた。
『文化度国郡志』によれば文化12年（1815年）時点で本浦（現在の江田島町中央の一部）の枝郷であったという。
1889年4月に町村制が実施されて江田島村が成立し、小用もこれに属した。村内は小用を含む12区に分かたれ、各区に区長と区長代理が置かれた。
1946年9月の町村制の改正で村の下に置かれた区は廃されたが、区名は残った。1947年8月に役場の出張所が設けられた。1951年10月1日から江田島村は江田島町となった。
1995年1月30日に住居表示が実施され、小用1–5丁目が成立した。
2004年11月1日、江田島町外3町が合併して江田島市が誕生した。江田島町「小用」は江田島市「江田島町小用」に引き継がれた。

### 人口
| 年                | 世帯数  | 人口    |
| ----------------- | ------- | ------- |
| 宝永7年（1710年） | 6戸     | 15人    |
| 1930年            | 340戸   | 1,652人 |
| 1946年            | 576世帯 | 2,813人 |
| 1985年            | 907世帯 | 2,663人 |
| 1995年            | 865世帯 | 2,218人 |
| 2000年            | 783世帯 | 1,924人 |
| 2005年            | 737世帯 | 1,683人 |
| 2010年            | 709世帯 | 1,595人 |
| 2015年            | 655世帯 | 1,399人 |
| 2020年            | 619世帯 | 1,291人 |

## 教育
江田島市立江田島小学校（中央）および江田島市立江田島中学校（小用）の校区内である。
かつて小用小学校が存在したが、江田島市の学校再編によって2007年に江田島小学校に統合された。

## 社会福祉
集会所として江田島コミュニティセンターがある。
南部に江田島公園がある。1960年6月に熱帯植物が植えられた。1961年3月、秋月弾薬庫に面した国有地が江田島公園として決定された。1963年に「向田翁頌徳碑」、1966年に「久枝与三吉翁の像」、1967年に「殉職者慰霊碑」、「榛名出雲戦没者留魂碑」が建立された。1978年10月に町民グラウンドが完成した。

## 交通

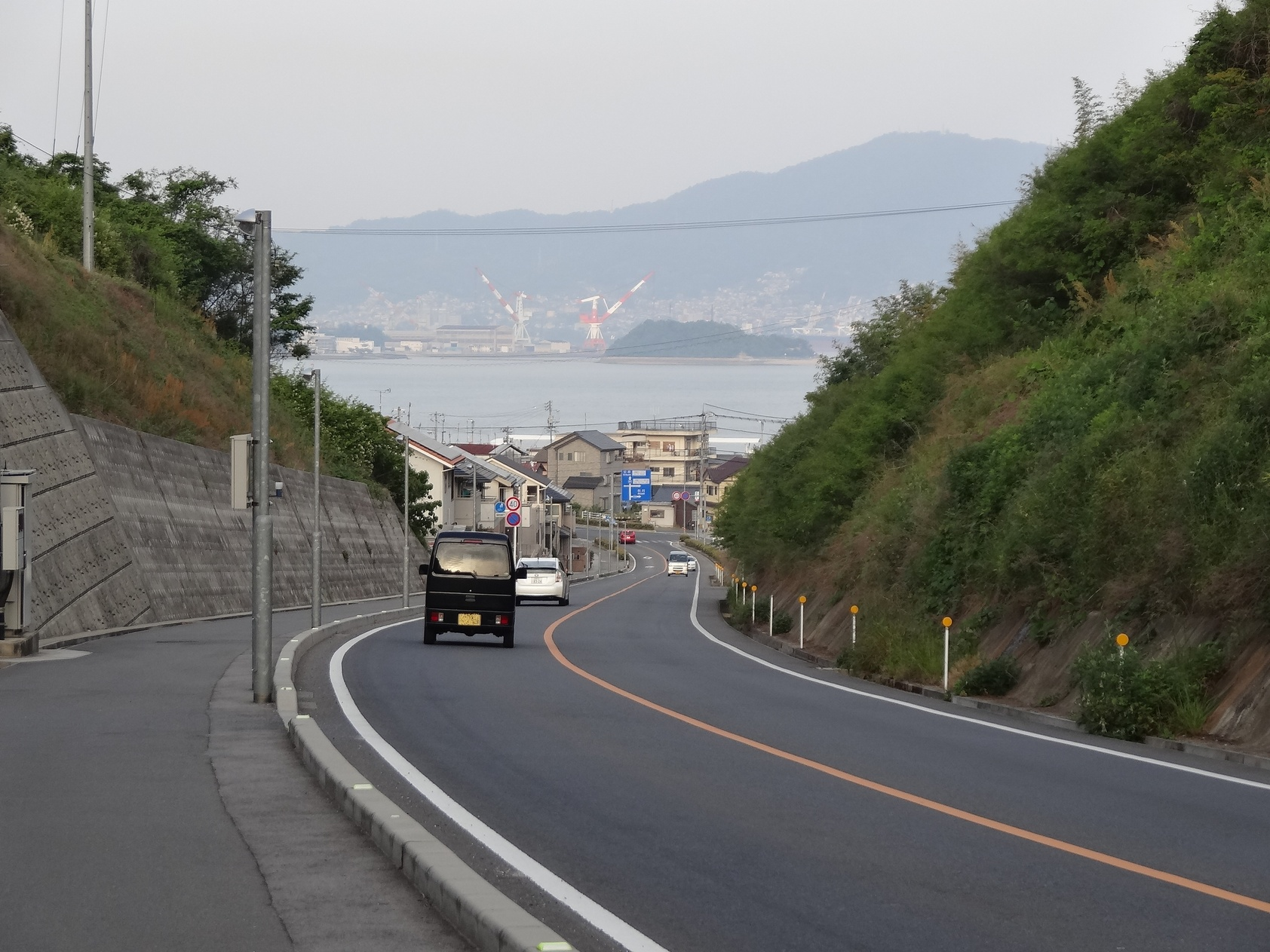
小用バイパス

### 道路
中央から切串に向けて国道487号が通る。小用バイパスとして広島県が交通隘路解消に取り組んでいる。
秋月方面へしびれ峠を経由して広島県道298号鷲部小用線が通じている。

### 公共交通
小用港小用桟橋では広島港や呉港との間で定期船が運行されている。
小用桟橋を起点として江田島内や大柿町とを結ぶ路線バスや乗合タクシーが運行されている。

## 産業

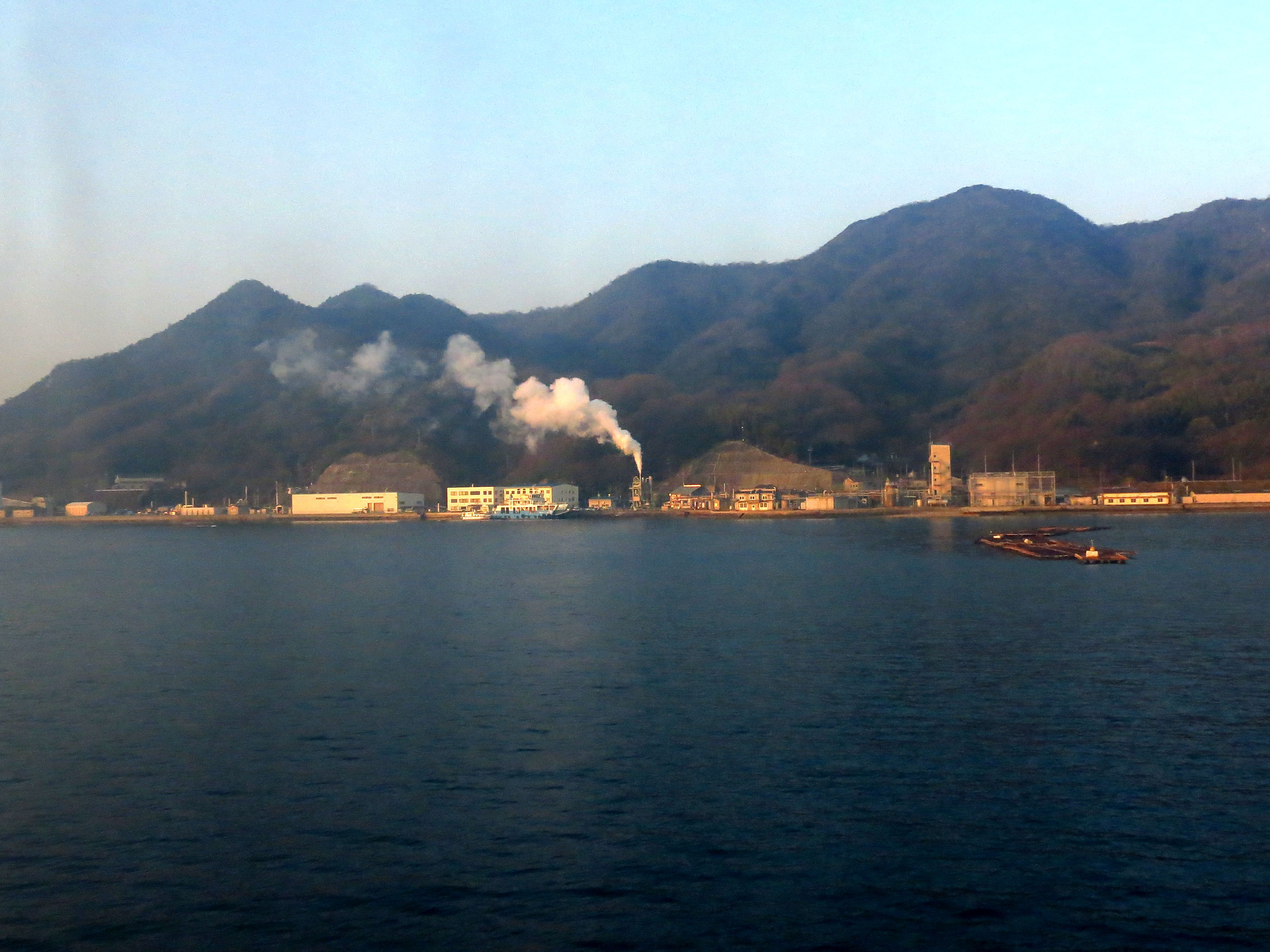
中国化薬江田島工場

### 工業
北部の沿岸に中国化薬江田島工場がある。

## 神社・仏閣
西円寺
1935年11月、小用説教所として設立が認可される。1942年3月、真宗木辺派西円寺教会として認可される。1946年8月、西円寺の公称を認可される。宗教法人法に基づき、1952年10月に西円寺となる。
1980年5月、本堂を再建した。
小用荒神社
字中松田にあった。明治初期に廃されたという。